# Championnat d'Afrique des nations masculin de handball 1991
Navigation
Algérie 1989 Côte d'Ivoire 1992
La 9e édition du championnat d'Afrique des nations masculin de handball a eu lieu au Caire (Égypte)   du 5 au 13 septembre 1991. Le tournoi réunit les sept  meilleures équipes masculines de handball en Afrique et se déroule en même temps que le championnat d'Afrique des nations féminin de handball 1991.
L'Égypte, vainqueur de cette édition, est ainsi qualifiée pour les Jeux olympiques de Barcelone et le championnat du monde B, tous deux disputés en 1992.

## Modalités
Initialement, les 8 équipes qualifiées étaient reparties en 2 poules de 4 équipes :
- Groupe A : Algérie, Congo, Tunisie, Maroc
- Groupe B : Égypte, Namibie, Sénégal, Côte d'Ivoire.

À la suite du forfait de la Namibie, la compétition est finalement disputée sous la forme d'une poule unique. Une victoire, un match nul et une défaite rapportent respectivement 3 points, 2 points et 1 point.

## Résultats
- 1re journée, jeudi 5 septembre 1991
  - Égypte  19-18  Algérie (match d'ouverture du tournoi)[2]
  - inconnu  ??-??  inconnu
  - inconnu  ??-??  inconnu
  - exempt :  inconnu

- 2e journée, samedi 7 septembre 1991[3]
  - Égypte  21-12  Côte d'Ivoire
  - Algérie  26-18 (14-10)  Sénégal
  - Tunisie  27-16  République du Congo[1]
  - exempt :  Maroc

- 3e journée, dimanche 8 septembre 1991[4]
  - Égypte  26-09  République du Congo
  - Maroc  17-17  Tunisie
  - Côte d'Ivoire  22-21  Sénégal
  - exempt :  Algérie

- Jour de repos, lundi 9 septembre 1991
- 4e journée, mardi 10 septembre 1991
  - Égypte  21-12  Maroc
  - Sénégal  ??-??  République du Congo
  - Algérie  14-11  Côte d'Ivoire
  - exempt :  Tunisie

- 5e journée, le mercredi 11 septembre 1991
  - Algérie  27-15  République du Congo
  - Égypte  20-10  Tunisie
  - inconnu  ??-??  inconnu
  - exempt :  inconnu

- 6e journée, jeudi 12 septembre 1991[5]
  - Tunisie  27-21 (11-06)  Côte d'Ivoire
  - République du Congo  17-14 (10-04)  Sénégal
  - Algérie  21-14 (11-07)  Maroc
  - exempt :  Égypte

- 7é et dernière journée, vendredi 13 septembre 1991[6]
  - Algérie  23-13  Tunisie
  - Égypte  ??-?? (+16)  Sénégal
  - Maroc  23-20  Côte d'Ivoire
  - exempt :  République du Congo

## Classement final
Le classement final est,,  :
|                             | Équipe              | Pts     | J       | G       | N       | P       | Bp      | Bc      | Diff    |
| --------------------------- | ------------------- | ------- | ------- | ------- | ------- | ------- | ------- | ------- | ------- |
| Médaille d'or, Afrique      | Égypte              | 18      | 6       | 6       | 0       | 0       | ??      | ??      | +62     |
| Médaille d'argent, Afrique  | Algérie             | 16      | 6       | 5       | 0       | 1       | 129     | 90      | + 39    |
| Médaille de bronze, Afrique | Tunisie             | 13      | 6       | 3       | 1       | 2       | ??      | ??      | +2      |
| 4                           | Maroc               | 13      | 6       | 3       | 1       | 2       | ??      | ??      | -7      |
| 5                           | Sénégal             | 8       | 6       | 1       | 0       | 5       | 115     | 137     | -22     |
| 6                           | Côte d'Ivoire       | 8       | 6       | 1       | 0       | 5       | ??      | ??      | -27     |
| 7                           | République du Congo | 8       | 6       | 1       | 0       | 5       | ??      | ??      | -47     |
| NC                          | Namibie             | forfait | forfait | forfait | forfait | forfait | forfait | forfait | forfait |